# Microgryllus
Microgryllus is een geslacht van rechtvleugeligen uit de familie Mogoplistidae. De wetenschappelijke naam van dit geslacht is voor het eerst geldig gepubliceerd in 1863 door Philippi.

## Soorten
Het geslacht Microgryllus  is monotypisch en omvat slechts de volgende soort:
- Microgryllus pallipes (Philippi, 1863)